# Houlton (Maine)
Houlton es un pueblo ubicado en el condado de Aroostook en el estado estadounidense de Maine. En el Censo de 2010 tenía una población de 6.123 habitantes y una densidad poblacional de 64,38 personas por km².

## Geografía
Houlton se encuentra ubicado en las coordenadas 46°8′25″N 67°50′32″O / 46.14028, -67.84222. Según la Oficina del Censo de los Estados Unidos, Houlton tiene una superficie total de 95.11 km², de la cual 95.07 km² corresponden a tierra firme y (0.04%) 0.04 km² es agua.

## Demografía
Según el censo de 2010, había 6.123 personas residiendo en Houlton. La densidad de población era de 64,38 hab./km². De los 6.123 habitantes, Houlton estaba compuesto por el 90.95% blancos, el 0.69% eran afroamericanos, el 5.78% eran amerindios, el 0.49% eran asiáticos, el 0.02% eran isleños del Pacífico, el 0.36% eran de otras razas y el 1.71% pertenecían a dos o más razas. Del total de la población el 1.06% eran hispanos o latinos de cualquier raza.